# Ciemiężyk
Ciemiężyk (Vincetoxicum Wolf.) – rodzaj roślin należący do rodziny toinowatych. Obejmuje w zależności od ujęcia od kilkunastu (Vincetoxicum sensu stricto) do około 260 gatunków. W węższym ujęciu są to gatunki występujące w Europie (gdzie jest ich 11) i południowo-zachodniej Azji (w Turcji jest ich 8, w Pakistanie – 6). Trzy gatunki europejskie są inwazyjne w Ameryce Północnej (V. nigrum, V. rossicum i V. hirundinaria). W Polsce rośnie jeden gatunek – ciemiężyk białokwiatowy (V. hirundinaria). W szerszym ujęciu są to rośliny rozprzestrzenione na rozległych obszarach Starego Świata i Australii.

## Morfologia

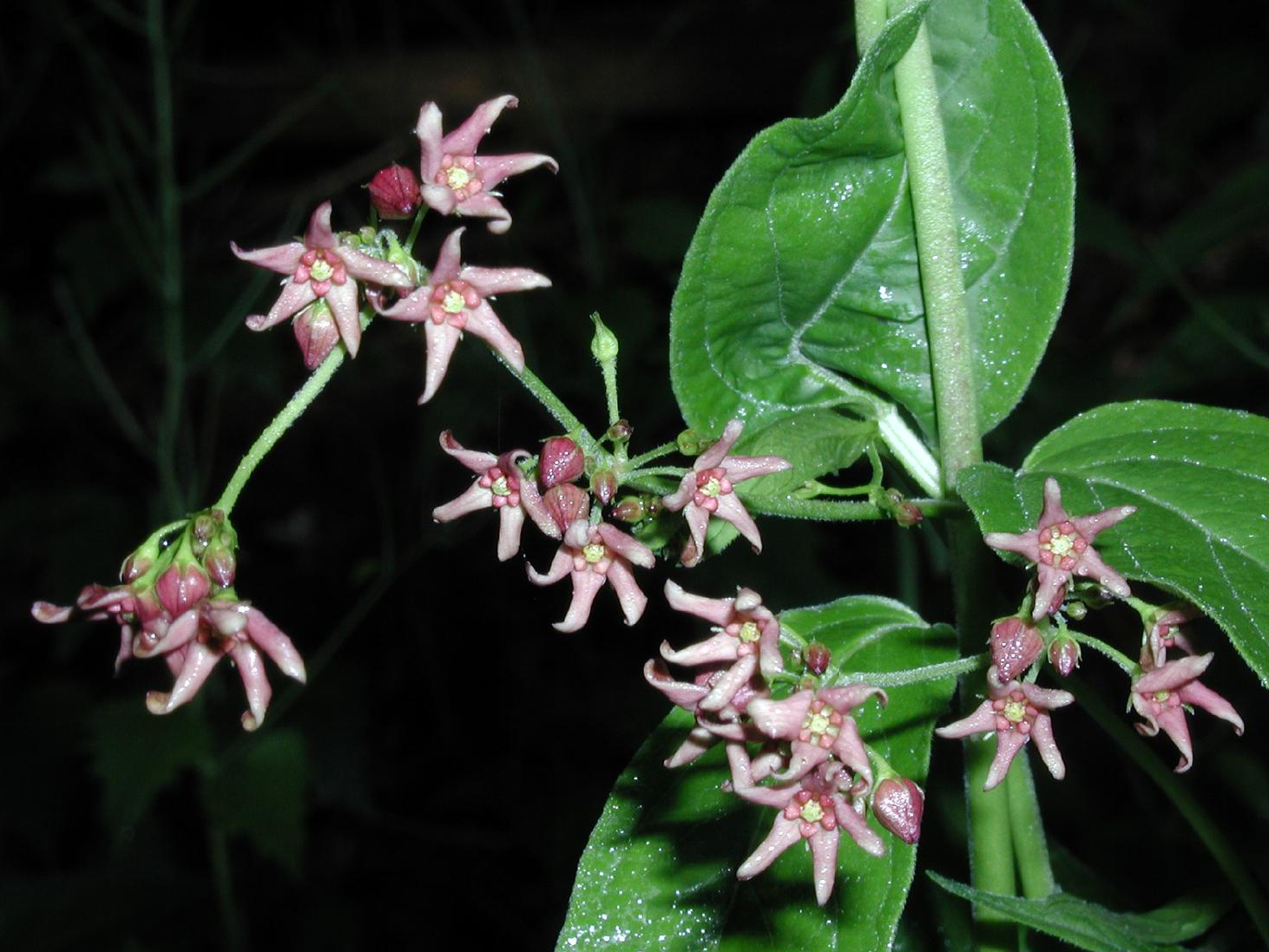
Kwiatostan Vincetoxicum rossicum

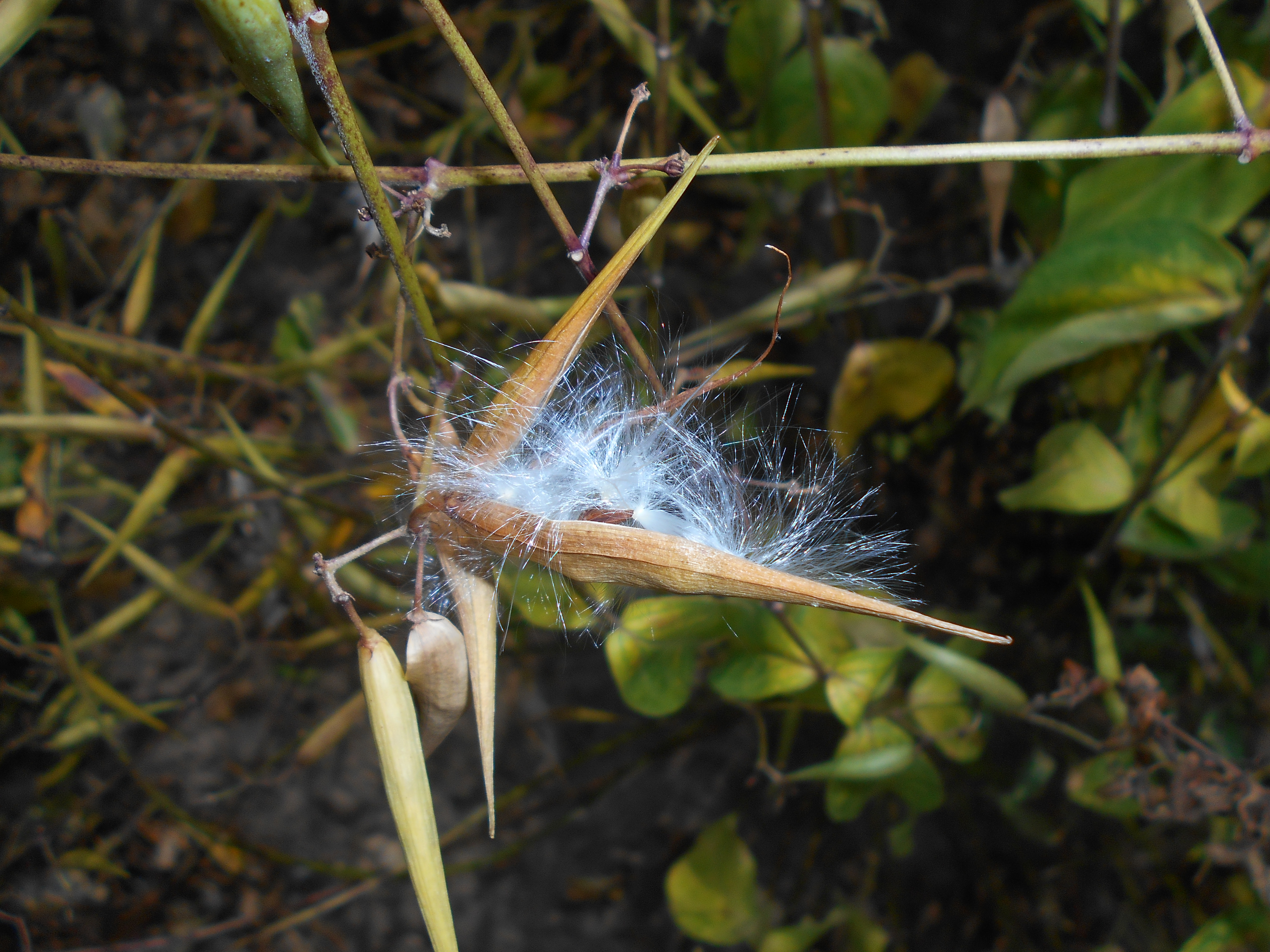
Torebka z nasionami Vincetoxicum nigrum

PokrójByliny o wyprostowanych pędach osiągających do 1,5 m wysokości, czasem pnące lub drewniejące u nasady.
LiściePojedyncze, naprzeciwlegle, dolne zwykle jajowate, górne węższe.
KwiatySkupione w luźne główki w kątach liści, obupłciowe, pięciokrotne. Działki kielicha drobne, zrosłe tylko u nasady, rozpostarte. Płatki korony rozpostarte, w pąku skręcone, barwy od białej, poprzez żółtą, zielonkawą do ciemnoczerwonej. Pręcików jest 5.
OwoceWygięte, wydłużone torebki zawierające nasiona formujące się w dwóch rzędach. Nasiona są wiatrosiewne – wyposażone są w aparat lotny.

## Systematyka
Synonimy
Alexitoxicon St.-Lag., Antitoxicum Pobed., Pycnostelma Bunge ex Decne.
Rodzaj z rodziny toinowatych (Apocynaceae), w obrębie której klasyfikowany jest do podrodziny Asclepiadoideae, plemienia Asclepiadeae i podplemienia Tylophorinae. Do rodzajów klasyfikowanych tradycyjnie do tego samego podplemienia należą: Biondia, Blyttia, Diplostigma, Goydera, Pentatropis, Pleurostelma, Rhyncharrhena i Tylophora. Badania molekularne wykazały, że z wyjątkiem Pentatropis, wszystkie wyżej wymienione rodzaje są w istocie zagnieżdżone w obrębie Vincetoxicum, co w efekcie skutkuje znacznie szerszym ujęciem systematycznym. Rodzaj w szerszym ujęciu wyewoluował w tropikalnej Afryce przed ok. 18 milionami lat. Dwie niespokrewnione linie rozwojowe roślin o pędach wyprostowanych i zasięgach obejmujących strefę umiarkowaną zaliczano tradycyjnie do rodzaju Tylophora. Z takich roślin w Azji Środkowej wyewoluowała linia Vincetoxicum sensu stricto przed około 4,5 milionami lat.  Rośliny te rozprzestrzeniały się z Azji w kierunku Europy, głównie wzdłuż obszarów górskich.
Wykaz gatunków
- Vincetoxicum adnatum (Bakh.f.) Meve & Liede
- Vincetoxicum ambiguum Maxim.
- Vincetoxicum amplexicaule Siebold & Zucc.
- Vincetoxicum angustifolium (Schltr.) Meve & Liede
- Vincetoxicum anomalum (N.E.Br.) Meve & Liede
- Vincetoxicum anthopotamicum (Hand.-Mazz.) Meve & Liede
- Vincetoxicum apiculatum (K.Schum.) Meve & Liede
- Vincetoxicum arabicum (Arn.) Thulin
- Vincetoxicum arachnoideum (Goyder) Meve & Liede
- Vincetoxicum arenicola (Merr.) Meve & Liede
- Vincetoxicum aristolochioides (Miq.) Franch. & Sav.
- Vincetoxicum arnottianum (Wight) Wight
- Vincetoxicum ascyrifolium Franch. & Sav.
- Vincetoxicum assadii Zaeifi
- Vincetoxicum atratum (Bunge) C.Morren & Decne.
- Vincetoxicum augustinianum (Hemsl.) Meve & Liede
- Vincetoxicum auriculatum (Royle ex Wight) Kuntze
- Vincetoxicum auritum (Tsiang & P.T.Li) Meve, H.H.Kong & Liede
- Vincetoxicum austrokiusianum (Koidz.) Kitag.
- Vincetoxicum badium (E.Mey.) Meve & Liede
- Vincetoxicum balakrishnanii (P.M.Salim & J.Mathew) Kottaim.
- Vincetoxicum barbatum (R.Br.) Kuntze
- Vincetoxicum belostemma (Benth.) Kuntze
- Vincetoxicum biglandulosum (Endl.) Kuntze
- Vincetoxicum bilobatum (P.I.Forst.) Meve & Liede
- Vincetoxicum biondioides (W.T.Wang) C.Y.Wu & D.Z.Li
- Vincetoxicum brachystelmoides (P.I.Forst.) Liede
- Vincetoxicum bracteatum (Thunb.) Meve & Liede
- Vincetoxicum brassii (P.I.Forst.) Meve & Liede
- Vincetoxicum brevipes (Turcz.) Meve & Liede
- Vincetoxicum brownii (Hayata) Meve & Liede
- Vincetoxicum cabulicum (Bornm.) Bornm. ex S.A.Shah
- Vincetoxicum caffrum (Meisn.) Kuntze
- Vincetoxicum cambodiense Meve & Liede
- Vincetoxicum cameroonicum (N.E.Br.) Meve & Liede
- Vincetoxicum canescens (Willd.) Decne.
- Vincetoxicum capparidifolium (Wight & Arn.) Kuntze
- Vincetoxicum cardiostephanum (Rech.f.) Rech.f.
- Vincetoxicum carnosum (R.Br.) Benth.
- Vincetoxicum cernuum (Decne.) Meve & Liede
- Vincetoxicum chekiangense (M.Cheng) C.Y.Wu & D.Z.Li
- Vincetoxicum chinense S.Moore
- Vincetoxicum chingtungense (Tsiang & P.T.Li) Meve & Liede
- Vincetoxicum christineae (P.I.Forst.) Liede
- Vincetoxicum cinerascens (R.Br.) Meve & Liede
- Vincetoxicum cissoides (Blume) Kuntze
- Vincetoxicum clemensiae (Schltr.) Meve & Liede
- Vincetoxicum coddii (Bullock) Meve & Liede
- Vincetoxicum coloratum (C.T.White) Meve & Liede
- Vincetoxicum confusum Meve & Liede
- Vincetoxicum congolanum (Baill.) Meve & Liede
- Vincetoxicum conspicuum (N.E.Br.) Meve & Liede
- Vincetoxicum cordatum (R.Br. ex Schult.) Meve & Liede
- Vincetoxicum cordifolium (Thwaites) Kuntze
- Vincetoxicum coriaceum (Schltr.) Meve & Liede
- Vincetoxicum coskuncelebianus Makbul & Güven
- Vincetoxicum costantinianum (Tsiang) Meve & Liede
- Vincetoxicum crassifolium (Zipp. ex Decne.) Kuntze
- Vincetoxicum crassipes (M.G.Gilbert & P.T.Li) Meve & Liede
- Vincetoxicum creticum Browicz
- Vincetoxicum cycleoides (Tsiang) Meve & Liede
- Vincetoxicum dahomense (K.Schum.) Meve & Liede
- Vincetoxicum dalatense (S.Moore) Meve & Liede
- Vincetoxicum dalzellii (Hook.f.) Kuntze
- Vincetoxicum darvasicum B.Fedtsch.
- Vincetoxicum deltoideum Kuntze
- Vincetoxicum dionysiense Mouterde
- Vincetoxicum diplostigma Meve & Liede
- Vincetoxicum doianum (Koidz.) Kitag.
- Vincetoxicum dorgelonis (Bakh.f.) Meve & Liede
- Vincetoxicum elmeri (Schltr.) Meve & Liede
- Vincetoxicum emeiense Si Y.Zeng & Q.Y.Yang
- Vincetoxicum erectum (F.Muell. ex Benth.) Kuntze
- Vincetoxicum exile (Colebr.) Kuntze
- Vincetoxicum fasciculatum (Buch.-Ham. ex Wight) Kuntze
- Vincetoxicum flanaganii (Schltr.) Meve & Liede
- Vincetoxicum flavum Ostapko
- Vincetoxicum fleckii (Schltr.) Meve & Liede
- Vincetoxicum flexuosum (R.Br.) Kuntze
- Vincetoxicum floribundum (Miq.) Franch. & Sav.
- Vincetoxicum fordii (Hemsl.) Kuntze
- Vincetoxicum forrestii (Schltr.) C.Y.Wu & D.Z.Li
- Vincetoxicum forsteri Meve & Liede
- Vincetoxicum funebre Boiss. & Kotschy
- Vincetoxicum fuscatum (Hornem.) Endl.
- Vincetoxicum gilbertii Meve & Liede
- Vincetoxicum gilletii (De Wild.) Meve & Liede
- Vincetoxicum glabriflorum (Warb.) Meve & Liede
- Vincetoxicum glaucescens (Decne.) C.Y.Wu & D.Z.Li
- Vincetoxicum glaucirameum (Schltr.) Schneidt, Meve & Liede
- Vincetoxicum glaucum (Wall. ex Wight) Rech.f.
- Vincetoxicum globiferum (Hook.f.) Kuntze
- Vincetoxicum govanii (Wight & Arn.) Meve & Liede
- Vincetoxicum gracilentum (Tsiang & P.T.Li) Meve & Liede
- Vincetoxicum gracillimum (Markgr.) Meve & Liede
- Vincetoxicum grandiflorum (R.Br.) Kuntze
- Vincetoxicum hainanense (Chun & Tsiang) Meve, H.H.Kong & Liede
- Vincetoxicum harmandii (Costantin) Meve & Liede
- Vincetoxicum helferi (Hook.f.) Kuntze
- Vincetoxicum hellwigii (Warb.) Meve & Liede
- Vincetoxicum hemsleyanum (Warb.) Meve & Liede
- Vincetoxicum henryanum Meve & Liede
- Vincetoxicum henryi (Warb. ex Schltr. & Diels) Meve & Liede
- Vincetoxicum heterophyllum (A.Rich.) Vatke
- Vincetoxicum himalaicum (Hook.f.) Kuntze
- Vincetoxicum hirsutum (Wall.) Kuntze
- Vincetoxicum hirundinaria Medik. – ciemiężyk białokwiatowy
- Vincetoxicum hookerianum Kuntze
- Vincetoxicum hoyoense T.Yamash.
- Vincetoxicum hui (Tsiang) Meve & Liede
- Vincetoxicum huteri Vis. & Asch.
- Vincetoxicum hybanthera Kuntze
- Vincetoxicum hydrophilum (Tsiang & H.D.Zhang) C.Y.Wu & D.Z.Li
- Vincetoxicum inamoenum Maxim.
- Vincetoxicum indicum (Burm.f.) Mabb.
- Vincetoxicum inhambanense (Schltr.) Meve & Liede
- Vincetoxicum insigne (Tsiang) Meve, H.H.Kong & Liede
- Vincetoxicum insulicola Meve & Liede
- Vincetoxicum iphisia Meve & Liede
- Vincetoxicum iringensis (Markgr.) Goyder
- Vincetoxicum irrawadense Kuntze
- Vincetoxicum izuense T.Yamash.
- Vincetoxicum jacquemontianum (Decne.) Kuntze
- Vincetoxicum japonicum C. Morren & Decne. – ciemiężyk japoński
- Vincetoxicum josephrockii Meve & Liede
- Vincetoxicum junzifengense B.J.Ye & S.P.Chen
- Vincetoxicum juzepczukii (Pobed.) Privalova
- Vincetoxicum katoi (Ohwi) Kitag.
- Vincetoxicum kenouriense (Wight) Decne.
- Vincetoxicum kerrii (Craib) A.Kidyoo
- Vincetoxicum koi (Merr.) Meve & Liede
- Vincetoxicum krameri Franch. & Sav.
- Vincetoxicum lancilimbum (Merr.) Meve & Liede
- Vincetoxicum laxiforme Meve & Liede
- Vincetoxicum lenifolium S.A.Shah
- Vincetoxicum leptanthum (Tsiang) Meve & Liede
- Vincetoxicum leschenaultii Kuntze
- Vincetoxicum liebianum (F.Muell.) Liede
- Vincetoxicum lii Meve & Liede
- Vincetoxicum lineare (Decne.) Meve & Liede
- Vincetoxicum linearisepalum (P.T.Li) P.T.Li
- Vincetoxicum linifolium Balf.f.
- Vincetoxicum longifolium (Wight) Kuntze
- Vincetoxicum longipes (Turcz.) Meve & Liede
- Vincetoxicum lugardiae (Bullock) Meve & Liede
- Vincetoxicum lui (Y.H.Tseng & C.T.Chao) Meve & Liede
- Vincetoxicum luridum Stocks ex S.A.Shah
- Vincetoxicum lycioides (E.Mey.) Kuntze
- Vincetoxicum macrophyllum Siebold & Zucc.
- Vincetoxicum mairei (Hand.-Mazz.) Meve & Liede
- Vincetoxicum matsumurae (T.Yamaz.) H.Ohashi
- Vincetoxicum membranaceum (Tsiang & P.T.Li) Meve & Liede
- Vincetoxicum microcentrum (Tsiang) Meve & Liede
- Vincetoxicum microstachys (Hook.) Meve & Liede
- Vincetoxicum miquelianum Kuntze
- Vincetoxicum mongolicum Maxim.
- Vincetoxicum monticola Goyder
- Vincetoxicum mozaffarianii Zaeifi
- Vincetoxicum mukdenense Kitag.
- Vincetoxicum nanum (Buch.-Ham. ex Wight) Liede
- Vincetoxicum neglectum (J.Mathew) Kottaim.
- Vincetoxicum nicobaricum (Murugan & M.Y.Kamble) Meve & Liede
- Vincetoxicum nigrum (L.) Moench – ciemiężyk czarny
- Vincetoxicum nipponicum (Matsum.) Kitag.
- Vincetoxicum oblongum (N.E.Br.) Meve & Liede
- Vincetoxicum oculatum (N.E.Br.) Meve & Liede
- Vincetoxicum oligophyllum (Tsiang) Meve & Liede
- Vincetoxicum oshimae (Hayata) Meve & Liede
- Vincetoxicum paniculatum (R.Br.) Kuntze
- Vincetoxicum pannonicum (Borhidi) Holub
- Vincetoxicum parviflorum Decne.
- Vincetoxicum parviurnulum (M.G.Gilbert & P.T.Li) Meve & Liede
- Vincetoxicum parvum Meve & Liede
- Vincetoxicum petrense (Hemsl. & Lace) Rech.f.
- Vincetoxicum philippicum Meve, Omlor & Liede
- Vincetoxicum pictum (Tsiang) Meve & Liede
- Vincetoxicum pierrei (Costantin) Meve & Liede
- Vincetoxicum pilosellum Meve & Liede
- Vincetoxicum pingshanicum (M.G.Gilbert & P.T.Li) Liede
- Vincetoxicum pingtaoanum Cai F.Zhang, G.W.Hu & Q.F.Wang
- Vincetoxicum polyanthum Kuntze
- Vincetoxicum potamophilum A.Kidyoo
- Vincetoxicum pumilum Decne.
- Vincetoxicum × purpurascens C.Morren & Decne.
- Vincetoxicum raddeanum Albov
- Vincetoxicum rechingeri (Schltr.) Meve & Liede
- Vincetoxicum rehmannii Boiss.
- Vincetoxicum renchangii (Tsiang) Meve & Liede
- Vincetoxicum revolutum (M.G.Gilbert & P.T.Li) Meve & Liede
- Vincetoxicum riparium (Tsiang & H.D.Zhang) C.Y.Wu & D.Z.Li
- Vincetoxicum robinsonii (Costantin) Meve & Liede
- Vincetoxicum rockii (M.G.Gilbert & P.T.Li) Liede
- Vincetoxicum rossicum (Kleopow) Barbar.
- Vincetoxicum rotundifolium (Buch.-Ham. ex Wight) Kuntze
- Vincetoxicum roylei (Wight) Kuntze
- Vincetoxicum rupestre (Blume) Kuntze
- Vincetoxicum rupicola (P.I.Forst.) Meve & Liede
- Vincetoxicum × sakaianum (Honda) Kitag.
- Vincetoxicum sakesarense Ali & Khatoon
- Vincetoxicum sarasinorum (Warb.) Meve & Liede
- Vincetoxicum scandens Sommier & Levier
- Vincetoxicum schimperi (Vatke) Meve & Liede
- Vincetoxicum schmalhausenii (Kusn.) Litv.
- Vincetoxicum schneideri Meve & Liede
- Vincetoxicum secamonoides (Tsiang) Meve & Liede
- Vincetoxicum setosum (Schltr.) Meve & Liede
- Vincetoxicum shaanxiense Meve & Liede
- Vincetoxicum siamicum A.Kidyoo
- Vincetoxicum sibiricum (L.) Decne.
- Vincetoxicum sieboldii Franch. & Sav.
- Vincetoxicum silvestre (Tsiang) Meve & Liede
- Vincetoxicum silvestrii (Pamp.) Meve & Liede
- Vincetoxicum simianum (Schltr.) Meve & Liede
- Vincetoxicum sinaicum Meve & Liede
- Vincetoxicum somaliense (Liede) Meve & Liede
- Vincetoxicum sootepense (Craib) A.Kidyoo
- Vincetoxicum speciosum Boiss. & Spruner
- Vincetoxicum spirale (Forssk.) D.Z.Li
- Vincetoxicum splendidum (P.I.Forst.) Meve & Liede
- Vincetoxicum stauntonii (Decne.) C.Y.Wu & D.Z.Li
- Vincetoxicum stauropolitanum Pobed.
- Vincetoxicum stenophyllum (Hemsl.) Kuntze
- Vincetoxicum stewartianum S.A.Shah
- Vincetoxicum stocksii Ali & Khatoon
- Vincetoxicum strigosum A.Kidyoo
- Vincetoxicum stylesii Meve, Heiduk & Liede
- Vincetoxicum subcanescens S.A.Shah & A.Sultan
- Vincetoxicum sublanceolatum (Miq.) Maxim.
- Vincetoxicum subramanii (A.N.Henry) Meve & Liede
- Vincetoxicum sui (Y.H.Tseng & C.T.Chao) T.C.Hsu
- Vincetoxicum svetlanae Ostapko
- Vincetoxicum sylvaticum (Decne.) Kuntze
- Vincetoxicum taihangense (Tsiang & H.D.Zhang) C.Y.Wu & D.Z.Li
- Vincetoxicum taiwanense (Hatus.) T.C.Hsu
- Vincetoxicum tanakae (Maxim.) Franch. & Sav.
- Vincetoxicum tenerrimum (Wight) Kuntze
- Vincetoxicum tengii (Tsiang) Meve & Liede
- Vincetoxicum tenuipedunculatum  (K.Schum.) Meve & Liede
- Vincetoxicum thailandense (P.T.Li) Liede
- Vincetoxicum thorelii Meve & Liede
- Vincetoxicum tmoleum Boiss.
- Vincetoxicum tridactylatum (Goyder) Meve & Liede
- Vincetoxicum tsaii Meve & Liede
- Vincetoxicum tsiangii (P.T.Li) P.T.Li
- Vincetoxicum tsiukowense (M.G.Gilbert & P.T.Li) Meve & Liede
- Vincetoxicum tylophoroides (Costantin) Meve & Liede
- Vincetoxicum ucrainicum Ostapko
- Vincetoxicum umbelliferum Meve & Liede
- Vincetoxicum uncinatum (M.G.Gilbert & P.T.Li) Meve & Liede
- Vincetoxicum utriculosum (Costantin) Liede
- Vincetoxicum versicolor (Bunge) Decne.
- Vincetoxicum verticillatum (Hemsl.) Kuntze
- Vincetoxicum villosum (Blume) Kuntze
- Vincetoxicum volubile Maxim.
- Vincetoxicum wangii (P.T.Li & W.Kittr.) Liede
- Vincetoxicum williamsii (P.I.Forst.) Meve & Liede
- Vincetoxicum woollsii (Benth.) Kuntze
- Vincetoxicum xinpingense H.Peng & Y.H.Wang
- Vincetoxicum yamanakae (Ohwi & H.Ohashi) H.Ohashi
- Vincetoxicum yingii Meve & Liede
- Vincetoxicum yonakuniense (Hatus.) T.Yamash. & Tateishi
- Vincetoxicum yunnanense (Schltr.) Meve & Liede
- Vincetoxicum zeylanicum (Decne.) Meve & Liede